# Mistrzostwa Świata w Hokeju na Lodzie Kobiet 2024 (III Dywizja)
Mistrzostwa Świata w Hokeju na Lodzie Kobiet III Dywizji 2024 rozgrywane zostały w dniach 11–17 marca (Dywizja IIIA) i 24-29 marca (Dywizja IIIB).
Do mistrzostw III Dywizji przystąpiło 11 zespołów, które zostały podzielone na dwie grupy: jedną sześciozespołową, i drugą pięciozespołową. Dywizja III, Grupa A swoje mecze rozgrywała w (Zagrzebiu) w Chorwacji, natomiast Dywizja III, Grupa B w Kohtla-Järve w Estonii. Reprezentacje rywalizowały systemem każdy z każdym.
Hale, w których zorganizowano zawody:
- Dvorana Velesajam w Zagrzebiu – Dywizja IIIA,
- Kohtla-Järve Spordikeskus Ice Hall w Kohtla-Järve – Dywizja IIIB.

## Grupa A
Do mistrzostw świata dywizji IIB w 2025 z Dywizji IIIA awansowała najlepsza reprezentacja. Ostatni zespół został zdegradowany.
Wyniki
| 11 marca 2024 | Ukraina | 9:1 | Bułgaria | Dvorana Velesajam, Zagrzeb |

| Szczegóły      | Szczegóły | Szczegóły       | Szczegóły            | Szczegóły                                                                               |
| -------------- | --- | --------------- | -------------------- | --------------------------------------------------------------------------------------- |
| Godzina: 12:30 | W. Mańczak (EQ) 04:19 P. Tełehina (EQ) 07:26 D. Cymyrenko (EQ) 14:58 W. Mańczak (EQ) 22:22 D. Rożok (EA) 26:39 R. Wiedmedenko (EQ) 34:46 W. Izmaiłowa (EQ) 35:32 O. Maszkina (PP) 39:08 D. Cymyrenko (EQ) 44:56 | (3:1, 5:0, 1:0) | 12:39 (EQ) Z. Dikowa | Widzów: 68 Sędzia główny: Rita Rygh Sędziowie liniowi: Natalie Pavlačková Harriet Weegh |
| Godzina: 12:30 | 6 min. kar |                 | 20 min. kar          | Widzów: 68 Sędzia główny: Rita Rygh Sędziowie liniowi: Natalie Pavlačková Harriet Weegh |

| 11 marca 2024 | Serbia | 0:7 | Rumunia | Dvorana Velesajam, Zagrzeb |

| Szczegóły      | Szczegóły  | Szczegóły       | Szczegóły | Szczegóły                                                                               |
| -------------- | ---------- | --------------- | --- | --------------------------------------------------------------------------------------- |
| Godzina: 16:00 |            | (0:3, 0:2, 0:2) | 08:44 (EQ) J. Bende 08:55 (EQ) E. Szekeres 17:23 (EQ) A. Oprea 26:52 (EQ) A. Vitos 33:44 (EQ) E. Szekeres 53:51 (EQ) A. Oprea 54:20 (EQ) A. Oprea | Widzów: 83 Sędzia główny: Sini Kauhanen Sędziowie liniowi: Natalie Bertl Gaëlle Bourdon |
| Godzina: 16:00 | 6 min. kar |                 | 10 min. kar | Widzów: 83 Sędzia główny: Sini Kauhanen Sędziowie liniowi: Natalie Bertl Gaëlle Bourdon |

| 11 marca 2024 | Litwa | 2:1 pk. | Chorwacja | Dvorana Velesajam, Zagrzeb |

| Szczegóły      | Szczegóły                                          | Szczegóły                 | Szczegóły            | Szczegóły                                                                                    |
| -------------- | -------------------------------------------------- | ------------------------- | -------------------- | -------------------------------------------------------------------------------------------- |
| Godzina: 19:30 | M. Bazeviciute (PP) 39:54 V. Rastenyte (GWG) 65:00 | (0:0, 1:1, 0:0, 0:0, 1:0) | 33:35 (EQ) A. Bauman | Widzów: 310 Sędzia główny: Reica Staiger Sędziowie liniowi: Calley Brandon-Laux Kumiko Okuda |
| Godzina: 19:30 | 8 min. kar                                         |                           | 4 min. kar           | Widzów: 310 Sędzia główny: Reica Staiger Sędziowie liniowi: Calley Brandon-Laux Kumiko Okuda |

| 12 marca 2024 | Bułgaria | 1:3 | Serbia | Dvorana Velesajam, Zagrzeb |

| Szczegóły      | Szczegóły            | Szczegóły       | Szczegóły                                                       | Szczegóły                                                                            |
| -------------- | -------------------- | --------------- | --------------------------------------------------------------- | ------------------------------------------------------------------------------------ |
| Godzina: 12:30 | Z. Dikowa (EQ) 38:00 | (0:2, 1:1, 0:0) | 12:48 (EQ) A. Benčić 13:56 (EQ) M. Velček 25:20 (EQ) J. Radović | Widzów: 25 Sędzia główny: Bai Meichen Sędziowie liniowi: Gaëlle Bourdon Kumiko Okuda |
| Godzina: 12:30 | 10 min. kar          |                 | 10 min. kar                                                     | Widzów: 25 Sędzia główny: Bai Meichen Sędziowie liniowi: Gaëlle Bourdon Kumiko Okuda |

| 12 marca 2024 | Ukraina | 3:1 | Litwa | Dvorana Velesajam, Zagrzeb |

| Szczegóły      | Szczegóły                                                           | Szczegóły       | Szczegóły                | Szczegóły                                                                           |
| -------------- | ------------------------------------------------------------------- | --------------- | ------------------------ | ----------------------------------------------------------------------------------- |
| Godzina: 16:00 | P. Tełehina (SH) 21:46 W. Mańczak (EQ) 40:50 D. Łopatina (EQ) 55:50 | (0:0, 1:0, 2:1) | 59:00 (EQ) R. Maleckienė | Widzów: 27 Sędzia główny: Sini Kauhanen Sędziowie liniowi: Natalie Bertl Yan Aiping |
| Godzina: 16:00 | 8 min. kar                                                          |                 | 2 min. kar               | Widzów: 27 Sędzia główny: Sini Kauhanen Sędziowie liniowi: Natalie Bertl Yan Aiping |

| 12 marca 2024 | Chorwacja | 2:4 | Rumunia | Dvorana Velesajam, Zagrzeb |

| Szczegóły      | Szczegóły                                 | Szczegóły       | Szczegóły                                                                             | Szczegóły                                                                                 |
| -------------- | ----------------------------------------- | --------------- | ------------------------------------------------------------------------------------- | ----------------------------------------------------------------------------------------- |
| Godzina: 19:30 | N. Matak (SH) 15:04 L. Vukelić (EQ) 41:01 | (1:2, 0:1, 1:1) | 09:11 (EQ) E. Szekeres 15:42 (EQ) A. Oprea 37:29 (SH) J. Bende 47:19 (EQ) E. Szekeres | Widzów: 280 Sędzia główny: Rita Rygh Sędziowie liniowi: Calley Brandon-Laux Harriet Weegh |
| Godzina: 19:30 | 12 min. kar                               |                 | 12 min. kar                                                                           | Widzów: 280 Sędzia główny: Rita Rygh Sędziowie liniowi: Calley Brandon-Laux Harriet Weegh |

| 14 marca 2024 | Litwa | 3:4 | Rumunia | Dvorana Velesajam, Zagrzeb |

| Szczegóły      | Szczegóły                                                               | Szczegóły       | Szczegóły                                                                          | Szczegóły                                                                            |
| -------------- | ----------------------------------------------------------------------- | --------------- | ---------------------------------------------------------------------------------- | ------------------------------------------------------------------------------------ |
| Godzina: 12:30 | V. Jasinevičiūtė (EQ) 00:39 K. Miuller (EQ) 21:36 K. Miuller (EQ) 52:13 | (1:1, 1:0, 1:3) | 06:15 (EQ) J. Bende 52:33 (EQ) J. Bende 52:53 (EQ) J. Bende 54:27 (EQ) E. Szekeres | Widzów: 15 Sędzia główny: Bai Meichen Sędziowie liniowi: Natalie Bertl Harriet Weegh |
| Godzina: 12:30 | 2 min. kar                                                              |                 | 4 min. kar                                                                         | Widzów: 15 Sędzia główny: Bai Meichen Sędziowie liniowi: Natalie Bertl Harriet Weegh |

| 14 marca 2024 | Ukraina | 5:4 pd. | Serbia | Dvorana Velesajam, Zagrzeb |

| Szczegóły      | Szczegóły | Szczegóły            | Szczegóły                                                                                | Szczegóły                                                                            |
| -------------- | --- | -------------------- | ---------------------------------------------------------------------------------------- | ------------------------------------------------------------------------------------ |
| Godzina: 16:00 | W. Mańczak (EQ) 24:41 W. Mańczak (PP) 56:01 W. Mańczak (EQ) 57:11 D. Cymyrenko (EA) 59:07 W. Mańczak (EQ) 62:01 | (0:2, 1:1, 3:1, 1:0) | 00:11 (EQ) K. Vasiljević 18:13 (EQ) J. Vukelić 22:23 (SH) M. Velček 46:10 (PP) V. Vrhoci | Widzów: 65 Sędzia główny: Reica Staiger Sędziowie liniowi: Gaëlle Bourdon Yan Aiping |
| Godzina: 16:00 | 4 min. kar |                      | 10 min. kar                                                                              | Widzów: 65 Sędzia główny: Reica Staiger Sędziowie liniowi: Gaëlle Bourdon Yan Aiping |

| 14 marca 2024 | Chorwacja | 5:1 | Bułgaria | Dvorana Velesajam, Zagrzeb |

| Szczegóły      | Szczegóły | Szczegóły       | Szczegóły                 | Szczegóły                                                                                          |
| -------------- | --- | --------------- | ------------------------- | -------------------------------------------------------------------------------------------------- |
| Godzina: 19:30 | N. Matak (EQ) 32:43 M. Marinković (EQ) 35:38 A. Bauman (PP) 43:01 L. Vukelić (EQ) 46:15 B. Vlašić (EQ) 56:40 | (0:0, 2:0, 3:1) | 57:53 (PP) S. Asparuchowa | Widzów: 193 Sędzia główny: Sini Kauhanen Sędziowie liniowi: Calley Brandon-Laux Natalie Pavlačková |
| Godzina: 19:30 | 8 min. kar                                                                                                   |                 | 13 min. kar               | Widzów: 193 Sędzia główny: Sini Kauhanen Sędziowie liniowi: Calley Brandon-Laux Natalie Pavlačková |

| 15 marca 2024 | Rumunia | 1:5 | Ukraina | Dvorana Velesajam, Zagrzeb |

| Szczegóły      | Szczegóły             | Szczegóły       | Szczegóły | Szczegóły                                                                                    |
| -------------- | --------------------- | --------------- | --- | -------------------------------------------------------------------------------------------- |
| Godzina: 12:30 | T. Csiszér (EQ) 45:32 | (0:2, 0:1, 1:2) | 13:24 (PP2) D. Cymyrenko 18:12 (EQ) D. Cymyrenko 28:41 (EQ) P. Tełehina 40:29 (EQ) P. Tełehina 57:48 (EQ) D. Cymyrenko | Widzów: 53 Sędzia główny: Reica Staiger Sędziowie liniowi: Natalie Bertl Calley Brandon-Laux |
| Godzina: 12:30 | 10 min. kar           |                 | 2 min. kar | Widzów: 53 Sędzia główny: Reica Staiger Sędziowie liniowi: Natalie Bertl Calley Brandon-Laux |

| 15 marca 2024 | Bułgaria | 1:4 | Litwa | Dvorana Velesajam, Zagrzeb |

| Szczegóły      | Szczegóły                 | Szczegóły       | Szczegóły                                                                                                | Szczegóły                                                                            |
| -------------- | ------------------------- | --------------- | --- | ------------------------------------------------------------------------------------ |
| Godzina: 16:00 | S. Asparuchowa (EQ) 04:03 | (1:2, 0:2, 0:0) | 03:30 (EQ) R. Maleckienė 07:46 (EQ) V. Jasinevičiūtė 25:00 (EQ) V. Jasinevičiūtė 27:30 (EQ) E. Rastenytė | Widzów: 63 Sędzia główny: Rita Rygh Sędziowie liniowi: Natalie Pavlačková Yan Aiping |
| Godzina: 16:00 | 6 min. kar                |                 | 6 min. kar                                                                                               | Widzów: 63 Sędzia główny: Rita Rygh Sędziowie liniowi: Natalie Pavlačková Yan Aiping |

| 15 marca 2024 | Serbia | 3:1 | Chorwacja | Dvorana Velesajam, Zagrzeb |

| Szczegóły      | Szczegóły                                                           | Szczegóły       | Szczegóły            | Szczegóły                                                                              |
| -------------- | ------------------------------------------------------------------- | --------------- | -------------------- | -------------------------------------------------------------------------------------- |
| Godzina: 19:30 | J. Vukelić (EQ) 31:57 M. Velček (SH) 42:28 M. Velček (EQ/ENG) 59:34 | (0:0, 1:1, 2:0) | 26:24 (EQ) A. Bauman | Widzów: 320 Sędzia główny: Sini Kauhanen Sędziowie liniowi: Kumiko Okuda Harriet Weegh |
| Godzina: 19:30 | 8 min. kar                                                          |                 | 4 min. kar           | Widzów: 320 Sędzia główny: Sini Kauhanen Sędziowie liniowi: Kumiko Okuda Harriet Weegh |

| 17 marca 2024 | Litwa | 5:2 | Serbia | Dvorana Velesajam, Zagrzeb |

| Szczegóły      | Szczegóły | Szczegóły       | Szczegóły                                | Szczegóły                                                                        |
| -------------- | --- | --------------- | ---------------------------------------- | -------------------------------------------------------------------------------- |
| Godzina: 12:30 | V. Jasinevičiūtė (PP) 07:32 K. Miuller (SH) 25:14 V. Jasinevičiūtė (EQ) 54:20 K. Miuller (EQ) 59:25 K. Miuller (EQ) 59:44 | (1:1, 1:1, 3:0) | 13:29 (EQ) V. Vrhoci 22:36 (EQ) J. Popov | Widzów: 51 Sędzia główny: Rita Rygh Sędziowie liniowi: Gaëlle Bourdon Yan Aiping |
| Godzina: 12:30 | 6 min. kar |                 | 8 min. kar                               | Widzów: 51 Sędzia główny: Rita Rygh Sędziowie liniowi: Gaëlle Bourdon Yan Aiping |

| 17 marca 2024 | Rumunia | 4:1 | Bułgaria | Dvorana Velesajam, Zagrzeb |

| Szczegóły      | Szczegóły                                                                             | Szczegóły       | Szczegóły              | Szczegóły                                                                                    |
| -------------- | ------------------------------------------------------------------------------------- | --------------- | ---------------------- | -------------------------------------------------------------------------------------------- |
| Godzina: 16:00 | B. Máthé (EQ) 07:22 B. Mihai (EQ) 18:20 E. Szekeres (EQ) 18:34 E. Szekeres (EQ) 39:52 | (3:0, 1:0, 0:1) | 42:29 (EQ) M. Runewska | Widzów: 62 Sędzia główny: Reica Staiger Sędziowie liniowi: Natalie Bertl Calley Brandon-Laux |
| Godzina: 16:00 | 6 min. kar                                                                            |                 | 2 min. kar             | Widzów: 62 Sędzia główny: Reica Staiger Sędziowie liniowi: Natalie Bertl Calley Brandon-Laux |

| 17 marca 2024 | Chorwacja | 1:6 | Ukraina | Dvorana Velesajam, Zagrzeb |

| Szczegóły      | Szczegóły            | Szczegóły       | Szczegóły | Szczegóły                                                                                 |
| -------------- | -------------------- | --------------- | --- | ----------------------------------------------------------------------------------------- |
| Godzina: 19:30 | D. Stolar (EQ) 11:26 | (1:0, 0:4, 0:2) | 21:13 (EQ) O. Maszkina 25:27 (PP) P. Tełehina 33:19 (SH) W. Mańczak 38:10 (EQ) A. Rohanowa 42:27 (EQ) W. Cenowa 56:22 (EQ) W. Cenowa | Widzów: 320 Sędzia główny: Bai Meichen Sędziowie liniowi: Kumiko Okuda Natalie Pavlačková |
| Godzina: 19:30 | 10 min. kar          |                 | 8 min. kar | Widzów: 320 Sędzia główny: Bai Meichen Sędziowie liniowi: Kumiko Okuda Natalie Pavlačková |

Tabela
| Lp. | Zespół    | M | Pkt | Z | Zd | Pd | P | G+ | G- | +/− |
| --- | --------- | - | --- | - | -- | -- | - | -- | -- | --- |
| 1   | Ukraina   | 5 | 14  | 4 | 1  | 0  | 0 | 28 | 8  | +20 |
| 2   | Rumunia   | 5 | 12  | 4 | 0  | 0  | 1 | 20 | 11 | +9  |
| 3   | Litwa     | 5 | 8   | 2 | 1  | 0  | 2 | 15 | 11 | +4  |
| 4   | Serbia    | 5 | 7   | 2 | 0  | 1  | 2 | 12 | 19 | -7  |
| 5   | Chorwacja | 5 | 4   | 1 | 0  | 1  | 3 | 10 | 16 | -6  |
| 6   | Bułgaria  | 5 | 0   | 0 | 0  | 0  | 5 | 5  | 25 | -20 |

     = awans do Dywizji II, Grupy B

     = utrzymanie w Dywizji III, Grupie A

     = spadek do Dywizji III, Grupy B
Statystyki indywidualne
- Klasyfikacja strzelców:  Waleria Mańczak
 Edit Szekeres: 8 goli[1]
- Klasyfikacja asystentów:  Waleria Mańczak: 10 asyst[2]
- Klasyfikacja kanadyjska:  Waleria Mańczak: 18 punktów[3]
- Klasyfikacja kanadyjska obrońców:  Ana Bauman: 4 punkty[4]
- Klasyfikacja +/−:  Polina Tełehina: +17[5]
- Klasyfikacja skuteczności interwencji bramkarzy:  Julija Baždar: 94,12%[6]
- Klasyfikacja średniej goli straconych na mecz bramkarzy:  Wiktoria Tkaczenko: 1,27
- Klasyfikacja minut kar:  Zornica Dikowa: 14 minut[7]

Nagrody indywidualne
Dyrektoriat turnieju wybrał trójkę najlepszych zawodników, po jednym na każdej pozycji:
- Bramkarz:  Viltė Beličenkaitė
- Obrońca:  Diana Stolar
- Napastnik:  Waleria Mańczak

## Grupa B
Do mistrzostw świata dywizji IIIA w 2025 awansował zwycięzca turnieju.
Wyniki
| 24 marca 2024 | Tajlandia | 4 : 0 | Izrael | Kohtla-Järve Spordikeskus Ice Hall, Kohtla-Järve |

| Szczegóły      | Szczegóły | Szczegóły       | Szczegóły | Szczegóły                         |
| -------------- | --------- | --------------- | --------- | --------------------------------- |
| Godzina: 15:00 |           | (3–0, 0–0, 1–0) |           | Sędzia główny: Sędziowie liniowi: |
| Godzina: 15:00 | min. kar  |                 | min. kar  | Sędzia główny: Sędziowie liniowi: |

| 24 marca 2024 | Estonia | 5 : 2 | Bośnia i Hercegowina | Kohtla-Järve Spordikeskus Ice Hall, Kohtla-Järve |

| Szczegóły      | Szczegóły | Szczegóły       | Szczegóły | Szczegóły                         |
| -------------- | --------- | --------------- | --------- | --------------------------------- |
| Godzina: 18:30 |           | (2–0, 1–2, 2–0) |           | Sędzia główny: Sędziowie liniowi: |
| Godzina: 18:30 | min. kar  |                 | min. kar  | Sędzia główny: Sędziowie liniowi: |

| 25 marca 2024 | Singapur | 0 : 4 | Tajlandia | Kohtla-Järve Spordikeskus Ice Hall, Kohtla-Järve |

| Szczegóły      | Szczegóły | Szczegóły       | Szczegóły | Szczegóły                         |
| -------------- | --------- | --------------- | --------- | --------------------------------- |
| Godzina: 18:30 |           | (0–1, 0–1, 0–2) |           | Sędzia główny: Sędziowie liniowi: |
| Godzina: 18:30 | min. kar  |                 | min. kar  | Sędzia główny: Sędziowie liniowi: |

| 26 marca 2024 | Izrael | 4 : 3 | Bośnia i Hercegowina | Kohtla-Järve Spordikeskus Ice Hall, Kohtla-Järve |

| Szczegóły      | Szczegóły | Szczegóły       | Szczegóły | Szczegóły                         |
| -------------- | --------- | --------------- | --------- | --------------------------------- |
| Godzina: 15:00 |           | (0–1, 2–2, 2–0) |           | Sędzia główny: Sędziowie liniowi: |
| Godzina: 15:00 | min. kar  |                 | min. kar  | Sędzia główny: Sędziowie liniowi: |

| 26 marca 2024 | Singapur | 1 : 2 pd. | Estonia | Kohtla-Järve Spordikeskus Ice Hall, Kohtla-Järve |

| Szczegóły      | Szczegóły | Szczegóły            | Szczegóły | Szczegóły                         |
| -------------- | --------- | -------------------- | --------- | --------------------------------- |
| Godzina: 18:30 |           | (0–0, 1–0, 0–1, 0–1) |           | Sędzia główny: Sędziowie liniowi: |
| Godzina: 18:30 | min. kar  |                      | min. kar  | Sędzia główny: Sędziowie liniowi: |

| 27 marca 2024 | Tajlandia | 1 : 0 | Estonia | Kohtla-Järve Spordikeskus Ice Hall, Kohtla-Järve |

| Szczegóły      | Szczegóły | Szczegóły       | Szczegóły | Szczegóły                         |
| -------------- | --------- | --------------- | --------- | --------------------------------- |
| Godzina: 18:30 |           | (1–0, 0–0, 0–0) |           | Sędzia główny: Sędziowie liniowi: |
| Godzina: 18:30 | min. kar  |                 | min. kar  | Sędzia główny: Sędziowie liniowi: |

| 28 marca 2024 | Izrael | 3 : 1 | Singapur | Kohtla-Järve Spordikeskus Ice Hall, Kohtla-Järve |

| Szczegóły      | Szczegóły | Szczegóły       | Szczegóły | Szczegóły                         |
| -------------- | --------- | --------------- | --------- | --------------------------------- |
| Godzina: 15:00 |           | (0–0, 1–1, 2–0) |           | Sędzia główny: Sędziowie liniowi: |
| Godzina: 15:00 | min. kar  |                 | min. kar  | Sędzia główny: Sędziowie liniowi: |

| 28 marca 2024 | Bośnia i Hercegowina | 1 : 11 | Tajlandia | Kohtla-Järve Spordikeskus Ice Hall, Kohtla-Järve |

| Szczegóły      | Szczegóły | Szczegóły       | Szczegóły | Szczegóły                         |
| -------------- | --------- | --------------- | --------- | --------------------------------- |
| Godzina: 18:30 |           | (0–3, 0–5, 1–3) |           | Sędzia główny: Sędziowie liniowi: |
| Godzina: 18:30 | min. kar  |                 | min. kar  | Sędzia główny: Sędziowie liniowi: |

| 29 marca 2024 | Estonia | 3 : 0 | Izrael | Kohtla-Järve Spordikeskus Ice Hall, Kohtla-Järve |

| Szczegóły      | Szczegóły | Szczegóły       | Szczegóły | Szczegóły                         |
| -------------- | --------- | --------------- | --------- | --------------------------------- |
| Godzina: 15:00 |           | (1–0, 2–0, 0–0) |           | Sędzia główny: Sędziowie liniowi: |
| Godzina: 15:00 | min. kar  |                 | min. kar  | Sędzia główny: Sędziowie liniowi: |

| 29 marca 2024 | Bośnia i Hercegowina | 2 : 6 | Singapur | Kohtla-Järve Spordikeskus Ice Hall, Kohtla-Järve |

| Szczegóły      | Szczegóły | Szczegóły       | Szczegóły | Szczegóły                         |
| -------------- | --------- | --------------- | --------- | --------------------------------- |
| Godzina: 18:30 |           | (1–4, 0–1, 1–1) |           | Sędzia główny: Sędziowie liniowi: |
| Godzina: 18:30 | min. kar  |                 | min. kar  | Sędzia główny: Sędziowie liniowi: |

Tabela
| Lp. | Zespół               | M | Pkt | Z | Zd | Pd | P | G+ | G- | +/− |
| --- | -------------------- | - | --- | - | -- | -- | - | -- | -- | --- |
| 1   | Tajlandia            | 4 | 12  | 4 | 0  | 0  | 0 | 20 | 1  | +19 |
| 2   | Estonia              | 4 | 8   | 2 | 1  | 0  | 1 | 10 | 4  | +6  |
| 3   | Izrael               | 4 | 6   | 2 | 0  | 0  | 2 | 7  | 11 | −4  |
| 4   | Singapur             | 4 | 4   | 1 | 0  | 1  | 2 | 8  | 11 | −3  |
| 5   | Bośnia i Hercegowina | 4 | 0   | 0 | 0  | 0  | 4 | 8  | 26 | −18 |

     = awans do Dywizji III, Grupy A

     = utrzymanie w Dywizji III, Grupie B 